# Politiets Sikkerhetstjeneste
Le Politiets Sikkerhetstjeneste (PST, en français Agence de sécurité de la police) est un service de renseignements norvégien chargé de la sécurité intérieure et du contre-espionnage. En 2001, il a succédé au Politiets Overvåkningstjeneste – Agence de surveillance de la police –, fondé en 1937. Il lutte contre le terrorisme international, le crime organisé et la prolifération des armes de destruction massive. Il surveille les groupes extrémistes, recueille et analyse les informations jugées sensibles pour préserver la souveraineté du pays. Son siège est à Oslo. C’est un peu l’équivalent de la DGSI française ou du SCRS canadien, à ceci près que le PST est également chargé de veiller à la sécurité des personnalités importantes à l'exception de la famille royale norvégienne qui dispose de son propre service de protection.
Il est dirigé par Hans Sverre Sjøvold (en) depuis 2019.

## Dans la fiction
Le PST est au centre de l'intrigue de la série télévisée norvégienne Occupied, diffusée en France sur Arte.

## Source
- (en) Cet article est partiellement ou en totalité issu de l’article de Wikipédia en anglais intitulé « Norwegian Police Security Service » (voir la liste des auteurs).